# BMW K75
La BMW K75 és una moto que va ser fabricada per BMW entre els anys 1985 i 1995. La K75 era la porta d'entrada al món de les motos de gran turisme. Quan es va iniciar la seva comercialització era la motocicleta més econòmica de BMW. Amb la intenció de ser considerada una moto esportiva oferia una acceleració de 0 a 100KM/h en 4,6 segons i una velocitat màxima de 193 km/h.

## Motor i transmissió

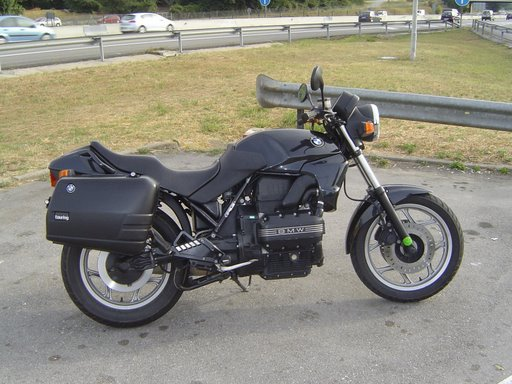
Vista lateral BMW K75 base 1993

Tots els models K75 comparteixen el mateix propulsor. Tenen un motor de 740 cc tres cilindres en línia i injecció de combustible Bosch. El motor pel mercat americà, per complir amb les especificacions de la US EPA, oferia uns 68|hp|kW mentre que la resta de motors muntats donaven 75|hp|kW. La K75, com a BMW clàssica que és, té una transmissió per cardan amb un canvi de marxes de cinc velocitats. El motor de la K75 s'acostuma a descriure com un propulsor a prova de bombes. Possiblement el punt fort de qualsevol K75 és el seu motor, refrigerat per aigua, tres cilindres en línia, amb injecció de combustible i disposició plana, tapa de les culates dels cilindres a l'esquerra i cigonyal a la dreta. No és inusual trobar exemplars que hagin fet més de 300.000 kilòmetres. El motor te molt poques vibracions i fa que sigui molt còmode fer-hi ruta doncs no fatiga al pilot. La moto va ser també de les primeres a muntar un tub d'escapament amb convertidor catalític d'acer inoxidable. El motor té certs avantatges sobre el de la seva "germana gran", la BMW K100 —que era de més cilindrada i amb 4 cilindres—, perquè el cigonyal en rotació inversa de la K75 produeix moltes menys vibracions que el de la K100, que era conegut precisament per les seves vibracions.

## Models
S'han fabricat diversos models de K75
- K75, sense carenat
- K75T, model americà amb parabrisa, maletes, barres de protecció del càrter i top case
- K75C, amb una petita cúpula deriva-brises muntada sobre el manillar
- K75S, amb carenat i manillar esportiu
- K75RT, amb un carenat complet per a fer ruta

Les versions S i RT disposen de fre de disc posterior i rodes de 17 polzades mentre que la resta de models muntaven un fre de tambor i rodes de 18. Amb posterioritat, en el model S es va afegir una forquilla "antidive" més dura. La versió RT té un parabrisa que es pot elevar i abaixar a voluntat. Alguns dels motoristes més alts es queixaven de les molèsties causades pel vent amb el petit deriva-brises que la S muntava de fàbrica.